# Pressió de turgència
La pressió de turgència empeny la membrana plasmàtica contra la paret cel·lular de les cèl·lules de plantes, bacteris i fongs com també d'aquells protistes amb cèl·lules que tenen parets cel·lulars. Aquesta pressió, turgidesa, és causada pel flux osmòtic d'aigua des d'una ona de baixa concentració de soluts des de cap enfora de la cèl·lula dins el vacúol de la cèl·lula, la qual té una concentració de soluts més alta. Les cèl·lules sanes de les plantes són turgents i les plantes es basen en la turgidesa per mantenir la rigidesa. Com a contrast, aquest fenomen no s'observa en les cèl·lules animals les quals no tenen paret cel·lular per evitar esclatar pel flux d'aigua dins la cèl·lula i pot ser o bé per contínuament bombar aigua o viure en una solució isotònica on no hi ha pressió osmòtica.

## Mecanisme

Mecanisme de la pressió de turgència

Un fenomen físic conegut com a osmosi causa que l'aigua flueixi des d'una zona de baixa concentració de solut a una zona d'alta concentració de solut fins que les dues zones tinguin una mateixa relació de solut amb l'aigua. Normalment, el solut fa difusió cap a l'equilibri, tanmateix totes les cèl·lules estan envoltades per una membrana cel·lular amb bicapa lipídica que permet el flux d'aigua dins i fora de la cèl·lula però restringeix el flux del solut sota moltes circumstàncies Com a resultat, quan una cèl·lula es posa en una solució hipotònica l'aigua entra dins la membrana incrementant el volum.
Finalment la membrana cel·lular s'engrandeix prou que empeny contra la rígida paret cel·lular. En aquest punt es diu que la cèl·lula és turgent. En una solució isotònica, l'aigua flueix dins la cèl·lula a la mateixa taxa que flueix cap enfora. La pressió que empeny la membrana cel·lular contra la paret es redueix i la cèl·lula es diu que és flàccida. Quan una cèl·lula es posa en una solució hipertònica l'aigua flueix fora de la cèl·lula dins la solució que l'envolta, Aquesta, plasmòlisi causa que la membrana s'allunyi des de la paret i és responsable del marciment de les cèl·lules de les plantes.